# Sienhachenbach
Sienhachenbach település Németországban, Rajna-vidék-Pfalz tartományban. Lakosainak száma 181 fő (2023. december 31.).

## Népesség
A település népességének változása:
| Lakosok száma | 215  | 186  | 180  | 178  | 184  | 181  |
|               | 1975 | 2017 | 2019 | 2021 | 2022 | 2023 |